# ديفيد إنغرام
ديفيد إنغرام (بالإنجليزية: David Ingram)‏ هو موسيقي أمريكي، ولد في 24 أبريل 1948، وتوفي في 10 مارس 2005.

## وصلات خارجية
- ديفيد إنغرام على موقع IMDb (الإنجليزية)